# Mainaghat
Mainaghat (en népalais : मैनाघाट) est un comité de développement villageois du Népal situé dans le district de Nawalparasi. Au recensement de 2011, il comptait 3 972 habitants.